# Châu Quế Thượng
Châu Quế Thượng là một xã thuộc huyện Văn Yên, tỉnh Yên Bái, Việt Nam.

## Địa lý
Xã Châu Quế Thượng nằm ở phía bắc huyện Văn Yên, có vị trí địa lý:
- Phía đông giáp xã Lâm Giang
- Phía tây giáp tỉnh Lào Cai
- Phía nam giáp xã Châu Quế Hạ
- Phía bắc giáp xã Lang Thíp.

Xã Châu Quế Thượng có diện tích 75,57 km², dân số năm 2019 là 3.766 người, mật độ dân số đạt 50 người/km².

## Lịch sử
Trước đây, Châu Quế Thượng là một xã thuộc huyện Văn Bàn.
Ngày 16 tháng 12 năm 1964, Chính phủ ban hành Quyết định số 177-CP, điều chỉnh xã Châu Quế Thượng thuộc huyện Văn Bàn (nay thuộc tỉnh Lào Cai) về huyện Văn Yên mới thành lập.